# Stelzenlauf

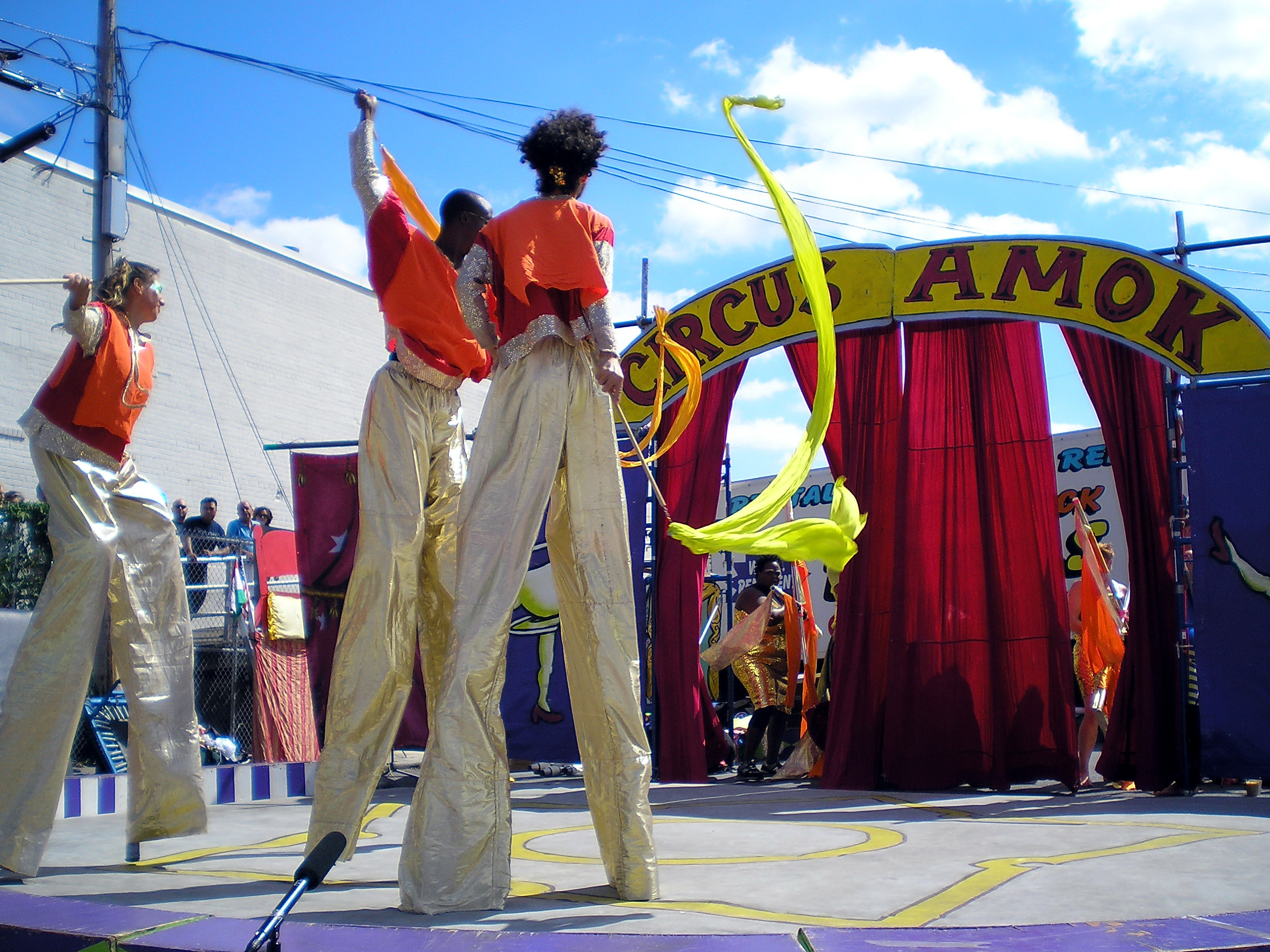
Stelzenläufer des Circus Amok, New York

Der Stelzenlauf (auch: das Stelzengehen) ist eine über alle Erdteile verbreitete, häufig spielerische Tätigkeit, bei der man auf Stelzen, also paarigen, funktionellen Verlängerungen der zwei Unterschenkel zum Vergnügen herumspaziert. Durch ihre hohe Erscheinung sorgen meist professionelle Stelzenläufer als Gaukler auf Festen für Aufmerksamkeit. Einfedernde Stelzen ermöglichen auch sportliches Springen. Um bei Arbeiten mit den Armen andauernd ein Stück höher zu reichen, setzen Handwerker mitunter Stelzen mit Aufstandsflächen so lange wie Schuhsohlen ein, die Dreh- und Kippmoment des menschlichen Fußes vermitteln.

## Geschichte
Eine Verwendung von Stelzen zur Volksbelustigung im Mittelalter wird als sehr wahrscheinlich angenommen.

### Praktische Nutzung

#### Europa

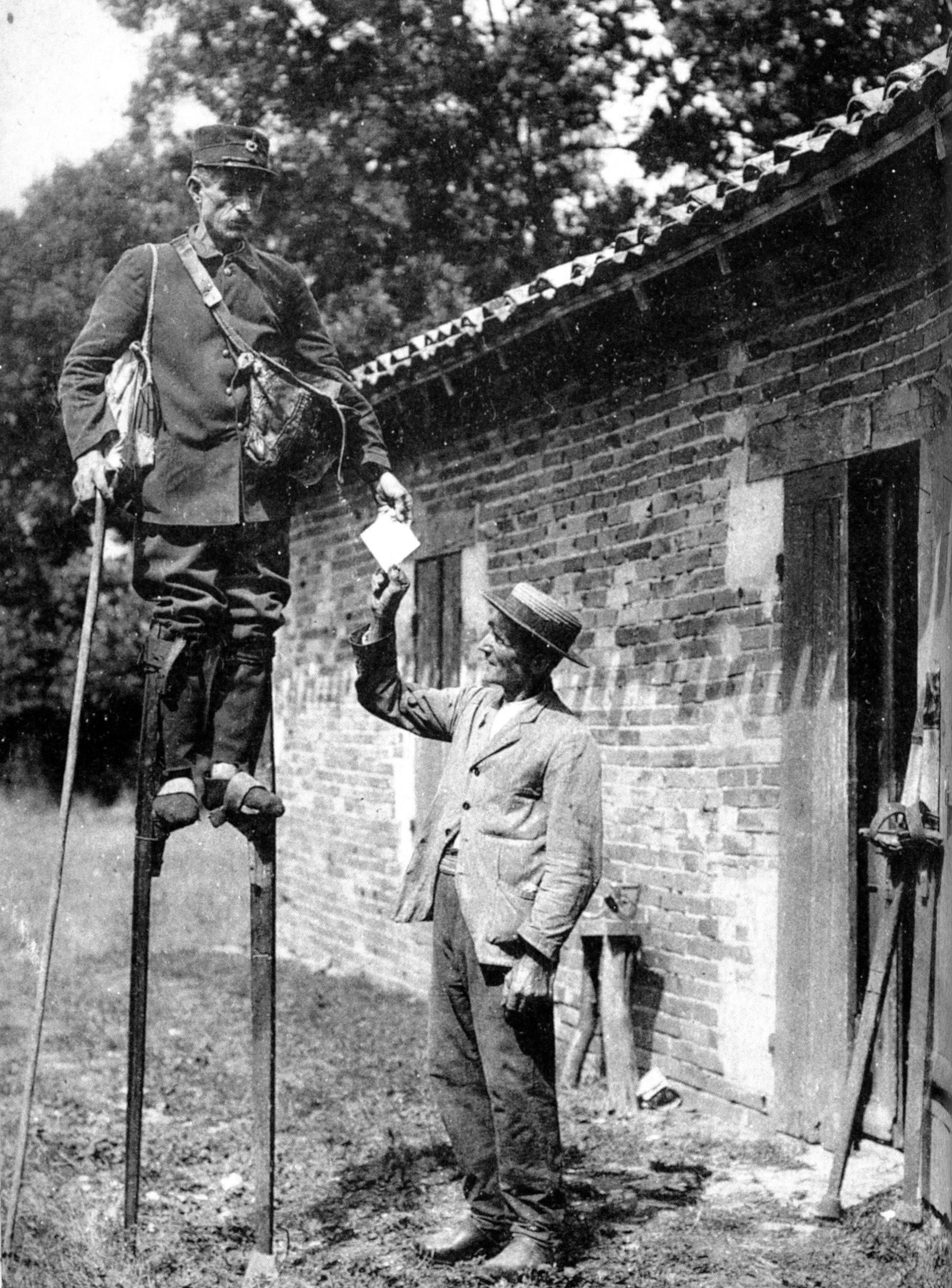
Briefträger in den Landes de Gascogne

Vor einer ausschließlich vergnüglichen Benutzung stand die praktische Verwendung von an den Beinen befestigten Stelzen zur Überwindung von überschwemmtem oder sumpfigem Gelände.
Bekannt für seine Stelzenläufer wurde das französische Département Landes, wo im 19. Jahrhundert die dort ansässigen Hirten in der Sumpflandschaft einmal zur Bewachung ihrer Schafe vor sich nähernden Wölfen und auch zur Überquerung von feuchten Gebieten angeschnallte Stelzen verwendeten, eine dritte mitgeführte Stelze diente als Sitz zum Ausruhen. Was auf den ersten Blick wenig plausibel erscheint, erklärt sich dadurch, dass die Feuchtgebiete dort nur eine dünne Schicht über dem festen Boden sind. Auch in den Niederlanden gehörten Stelzen zur Ausrüstung von Bauern, um die zahlreichen Gräben und Kanäle zu überqueren.
In England wurde Hopfengras von Arbeitern auf Stelzen an Drahtgestellen in 12 Fuß Höhe (etwa 4 Meter) befestigt. Diese Technik wurde erst Mitte des 20. Jahrhunderts verdrängt.

#### Andere Länder
In Kalifornien und auch in Marokko wurden Stelzenläufer bei der Obsternte eingesetzt. Auch beim Fensterputzen in den USA oder der Arbeit an Dächern und Kaminen kamen Stelzenläufer zum Einsatz und zum Bemalen hoher Decken setzte man ebenfalls Stelzen ein.

### Ritueller Gebrauch in Afrika
Hauptsächlich in den Ländern Westafrikas gehörte der Stelzenlauf auch zu den rituellen Gebräuchen der Schamanen. Kindern war aus diesem Grund bei den Dogon in Mali der Gebrauch von Stelzen untersagt. In Togo dagegen war der Lauf auf den Stelzen immer auch an Festen gebräuchlich.

### UNESCO-Kulturerbe
2021 wurden Namurs Stelzenturniere von der UNESCO in die Repräsentative Liste des immateriellen Kulturerbes der Menschheit aufgenommen.

## Stelzenlauf als Spiel

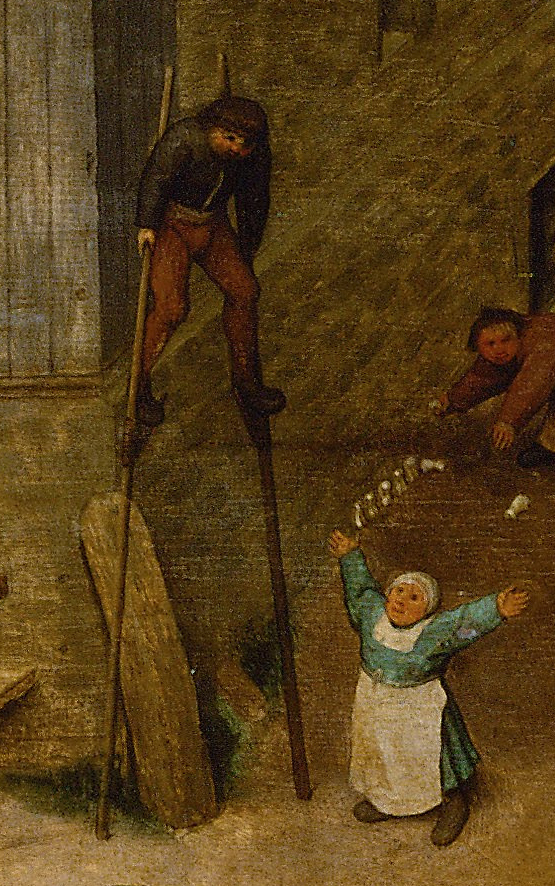
Ausschnitt aus Die Kinderspiele von Pieter Bruegel dem Älteren (1560)

Besonders Kinder verwenden die Stelzen zum Spielen. Schon im veränderten Blickwinkel durch die Höhe liegt ein Sinn des Stelzenlaufens. Dazu kommen Wettbewerbssituationen wie z. B. Wettrennen auf Stelzen, Treppensteigen auf Stelzen, ein vereinbarter Parcours mit Hindernissen sowie an einer Leine aufgehängte Süßigkeiten, die ohne Hilfe der Hände mit dem Mund nur auf Stelzen zu erreichen sind. Stelzen als Spielzeug dokumentierte bereits Pieter Bruegel der Ältere auf seinem 1560 entstandenen Kinderspielebild.
Bei Festzügen und Zirkusparaden sind Stelzenläufer auf langen Hölzern Tradition. Auch Karnevalsumzüge in südlichen Ländern kennen den Stelzenlauf, wobei hier wie dort die Stelzen durch lange Gewänder verdeckt werden.

## Stelzenarten
Grundsätzlich lassen sich Stelzen zum Festhalten und Stelzen zum Festschnallen unterscheiden. In beiden Fällen braucht es am Stelzenholm eine gewisse Mindestfläche an Auftritt für den Fuß, damit dieser ausdauernd schmerzfrei das Körpergewicht tragen kann. Fest angezogene Schuhe können den Fuß unterstützen und helfen Reibschluss herzustellen, der gegen Abrutschen sichert. Oft ist die Standhöhe (Tritt über Boden) verstellbar. Der Stelzenholm kann unten mit einer Pufferkappe aus griffigem Gummi mit halbkugeliger Kontur und eventuell konzentrischen Rillen überzogen sein.

### Stelzen zum Festhalten
Typische Spielzeugstelzen werden an den geraden Holmen oben mit den Armen und Händen umfasst und hinter oder vor den Schultern eng an die Seiten des Oberkörpers gepresst. Die Füße stehen dabei nur auf Tritten, um ein schnelles Abspringen bei Stolpergefahr zu gewährleisten. Das Laufen erfordert eine gute Koordination der Bein- und Armbewegungen.
Meist sind die Stelzen aus Holz oder Leichtmetallrohr gefertigt. Typische Durchmesser liegen bei 30 bis 40 mm um Biegesteifigkeit des Holms und sein verdrehsicheres Halten zu gewährleisten.
Die Auftritte sind im einfachsten Fall als fest angefügte holmdicke Bretter mit Dreieckskontur, oben waagrecht für das Auftreten, unten schräg um ein Verhaken mit dem Fuß beim Aufsteigen zu vermeiden. Eine Stelze kann am Holm diametral gegenüber zwei Auftritte in unterschiedlichen Höhen aufweisen und bleibt noch – hingefallen – flach am Boden liegen. 3 oder 4 Auftritte wendeltreppenartig rundum montiert erlauben das sukzessive Höhersteigen unter 90°-Drehungen des Holms, auch wenn Hilfe durch eine zweite Person dabei erforderlich sein kann. Von diesem Stelzentyp kann man abspringen, etwa um einem Sturz zuvorzukommen.

#### Topfstelzen
Topfstelzen bezeichnet ein Spielzeug, das überwiegend von Kindern verwendet wird. Bei Topfstelzen handelt es sich um eine Stelzenform, bei dem sich an zwei Töpfen bzw. Dosen jeweils ein Seil zum Festhalten befindet. Die Fortbewegung erfolgt bei den anderen Stelzen zum Festhalten auch.
Topfstelzen gehören häufig in Kindergärten und Grundschulen zu dem klassischen Pausenspielzeug, welches sich oft in Pausenkisten wiederfindet. Auch kann es Verwendung als eine von mehreren Stationen im Kinderturnen finden. Sie können sowohl im Innen- als Außenbereich verwendet werden.

### Stelzen zum Festschnallen

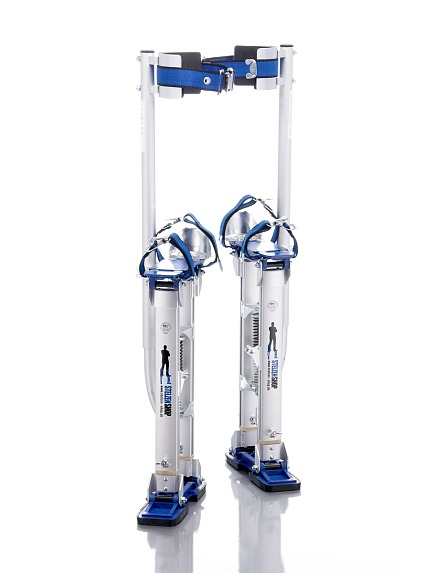
Handwerkerstelzen

Stelzen, wie sie Handwerker und Künstler verwenden, werden an den beschuhten Füßen und Unterschenkeln festgeschnallt. Die Holme können unter Kniehöhe enden, die Arme bleiben frei. Ein Abspringen ist bei diesem Typ nicht möglich. Deshalb erfordert das Laufen mit diesen Stelzen einige Übung.
Unterarten von Stelzen zum Festschnallen:
- Punktstelzen bestehen im Wesentlichen aus einer Stange mit Fußbrett und Riemen zum Anschnallen von (beschuhtem) Fuß und (gepolstert hoch an der Wade) am Unterschenkel.

Diese Stelzen haben nur eine kleine – quasi punktförmige – Aufstandsfläche am Boden. Der Stelzenläufer vermeidet das Umfallen durch Umsteigen zu passenden Unterstützungspunkten. Auch um an einer Stelle zu stehen muss er ständig „trippeln/tänzeln“, um das Gleichgewicht zu wahren.
Relevantes Drehmoment um die Hochachse des Körpers kann nur unter Mitwirkung beider Stelzen übertragen werden. Will man mit hohen Stelzen weite Schritte machen, ist besonders hohes Anheben des Geh-Beins oder alternativ seitliches Ausschwenken nötig, um nicht gefährlich am Boden zu streifen. Zusammen mit der langsamen Bewegung der mit den Stelzen beschwerten und verlängerten Beinen ergeben charakteristische Bewegungsmuster die deutlich vom natürlichen Gehen abweichen.
Stelzen können sichtbar getragen oder in langer Hose oder Rock verborgen werden. Reizvoll ist das Verkleiden mit dem Kostüm eines langbeinigen Tiers. Jörn Heypke stellt so einen nur auf den längeren Hinterbeinen laufenden Dinosaurier samt aufsitzendem Reiter dar.
- Handwerkerstelzen basieren auf einer 4-Gelenk-Mechanik meist aus Aluminium. Diese ermöglicht eine Übertragung der Fußgelenksbewegung auf eine fußgroße Bodenplatte. Dadurch kann man (beidbeinig) ruhig stehen. Dies erleichtert den Stelzenlauf auch unter beengten Verhältnissen und bei ungünstigem Untergrund. Ursprünglich entwickelt für Handwerker wie Maler, Tapezierer oder Obstpflücker als „mobile Leiter“.

- Sprung-Stelzen sind eine spezielle Art der Punktstelzen. Ihr Einfedern erlaubt das Springen samt diesen Stelzen mit einer Dynamik ähnlich dem Springen auf einem Trampolin (Siehe Bouncen). Sogar Salti können damit gesprungen werden.

## Wissenswert

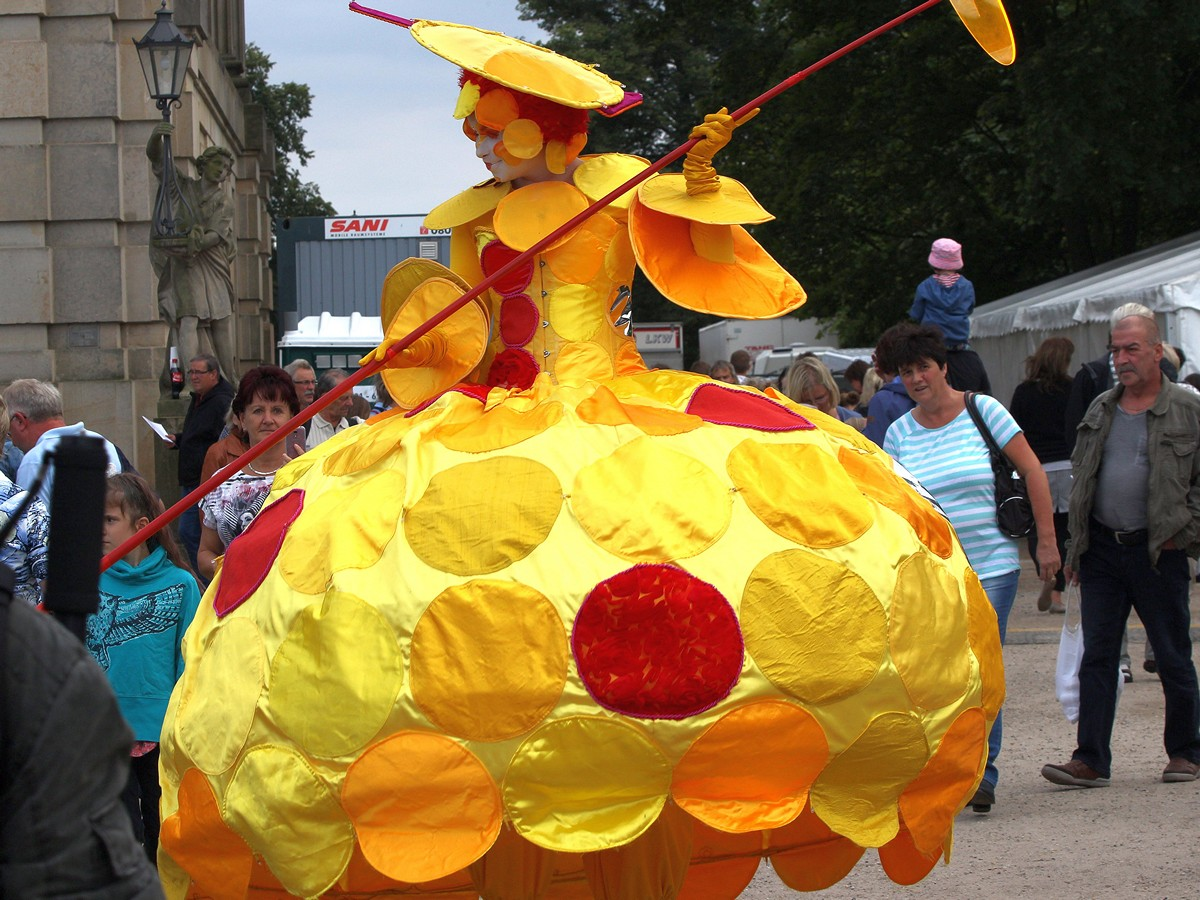
Stelzenläuferin in Ludwigslust (2016)

Der südwestfranzösische Bäcker Sylvain Dornon aus Arcachon schaffte es 1891, in 58 Tagen auf Stelzen von Paris nach Moskau (rund 3000 km) zu laufen.
In Togo in Afrika (einem Land mit einer großen Stelzentradition) findet seit Februar 2005 alljährlich in der Stadt Atakpamé ein Stelzenfest statt. Die längsten Stelzen messen dabei an die fünf Meter.
In der TV-Show Wetten, dass..? verletzte sich Samuel Koch 2010 massiv bei einem Versuch, anlässlich einer Saalwette mit Sprungstelzen über ein auf ihn zu fahrendes Auto zu springen.